# Medianeras - Innamorarsi a Buenos Aires
Medianeras - Innamorarsi a Buenos Aires (Medianeras) è un film del 2011, diretto da Gustavo Taretto. Il film ha vinto il premio come miglior film e miglior regista in occasione del Gramado Film Festival del 2011. Il film è stato distribuito nelle sale italiane il 2 ottobre 2014.

## Trama
Buenos Aires. Martin è un web designer ed è fobico. Poco alla volta prova ad uscire dall'isolamento del suo monolocale e della sua realtà virtuale. Mariana è appena uscita da una lunga storia d'amore e la sua vita è piena di confusione. I due vivono in edifici opposti sulla stessa strada, ma non si sono mai accorti l'uno dell'altra. Frequentano gli stessi luoghi, ma non si sono mai incontrati.